# Fremdingen
Fremdingen település Németországban, azon belül Bajorországban. Lakosainak száma 2114 fő (2023. december 31.).

## Népesség
A település népessége az elmúlt években az alábbi módon változott:
| Lakosok száma | 700  | 984  | 961  | 2129 | 2032 | 2073 | 2046 | 2054 | 2102 | 2114 |
|               | 1875 | 1950 | 1975 | 1987 | 2012 | 2014 | 2016 | 2017 | 2021 | 2023 |